# 库达尔
库达尔（Kudal），是印度马哈拉施特拉邦辛杜杜尔格县的一个城镇。总人口13643（2001年）。

## 人口
该地2001年总人口13643人，其中男性6918人，女性6725人；0—6岁人口1703人，其中男901人，女802人；识字率77.87%，其中男性为80.86%，女性为74.80%。